# Vespa 150 GS
Die Vespa 150 GS (Vespa 150 Gran Sport) ist ein Motorroller des Herstellers Piaggio, der seine klassische Produktlinie unter dem Markennamen Vespa vertreibt. Die Vespa GS kam 1955 auf den Markt und wurde in fünf Serien bis 1961 produziert. Inspiriert von der Vespa „Sei Giorni“ war die GS ein Versuch, den Roller gegenüber den damaligen kleinen Leichtmotorrädern konkurrenzfähig zu machen. Die 150 GS war die erste Vespa mit sportlichen Eigenschaften, die in Serie produziert wurde. Das augenfälligste Merkmal ist neben dem eleganten Silber (MaxMeyer Code 15005), in dem die GS ausgeliefert wurde, der aerodynamisch geformte Beinschild. Der Motor leistet 8 PS bei 7500/min. Das Vierganggetriebe, der verlängerte Sattel und die großen 10-Zoll-Räder veränderten die Linie der Vespa grundlegend.

## Rahmennummern
Das Modell wurde 126.350 mal gebaut.
| Baujahre | Rahmennummern                                     | Stückzahl |
| -------- | ------------------------------------------------- | --------- |
| 1955     | VS1T ☆001001- ☆0013300                            | 12.300    |
| 1956     | VS2T ☆0013301 - ☆0023310                          | 10.010    |
| 1957     | VS3T ☆0023311- ☆0035310                           | 12.000    |
| 1958     | VS4T ☆0035311 - ☆0047350 VS5T ☆0047351 - ☆0052363 | 17.053    |
| 1959     | VS5T ☆0052364 - ☆0070128                          | 17.765    |
| 1960     | VS5T ☆0070129 - ☆00104731                         | 34.603    |
| 1961     | VS5T ☆00104732 - ☆0127350                         | 22.619    |